# Буджеру
Буджѐру (на италиански: Buggerru; на сардински: Bujèrru, Буйеру) е пристанищно село и община в Южна Италия, провинция Южна Сардиния, автономен регион и остров Сардиния. Разположено е на южноизточния брега на острова, на Средиземно море. Населението на общината е 1090 души (към 2010 г.).